# An dich hab ich gedacht – Wader singt Schubert
An dich hab ich gedacht – Wader singt Schubert ist ein Album des Sängers und Liedermachers Hannes Wader aus dem Jahr 1997.

## Entstehung/Bedeutung
Schon 20 Jahre zuvor hatte der Liedermacher laut eigener Aussage und der anderer dieses Album angekündigt, fand aber kein Label, das dieses Projekt angehen wollte.
Wader sagt im Booklet, er verstehe sich als zutiefst nostalgische Existenz und er lehne die Gegenwart als einen gegebenen Zustand ab, den er gezwungenermaßen leben müsse und die Zukunft werde von ihm nur insofern begrüßt, als sie das Vergangene konserviere, das, was er an der Vergangenheit liebt. Dazu gehören seiner Meinung nach auch die alten Lieder.
Schubertlieder hat Wader selbst erst kennengelernt, als er schon mehrere Dutzend eigener Lieder geschaffen hatte. Er bemerkte auch, dass sie ihn indirekt beim Schreiben beeinflussten. Er sagt über Franz Schubert: „Seine Lieder üben auf mich einen Zauber aus, den ich nicht erklären kann und zwar nicht wegen, sondern trotz der herkömmlichen Art, in der Sänger...Schubert bisher interpretiert haben.“
Er hat nicht versucht, die Lieder wie Schubert-Lieder, sondern wie seine eigenen zu singen. Zwischendurch nahm er sogar ein Jahr Gesangsunterricht, um die nötige Gesangstechnik entwickeln zu können, ohne die es laut Wader bei diesen Liedern nicht geht.
Dieses Album sollte für vier Jahre Waders letztes Studioalbum sein. Erst mit dem Album Wünsche (2001), dem ersten Album seit 10 Lieder mit Eigenkompositionen, ging es im Studio weiter. Dazwischen gab es die beiden Live-Alben Auftritt: Hannes Wader und Was für eine Nacht, das ein Tondokument seiner Sommertournee mit Konstantin Wecker 2000 darstellt (2001).

## Titelliste
1. Der Musensohn – 2:01
2. Ständchen – 3:18
3. Die Forelle – 2:21
4. Im Abendrot – 2:58
5. Das Wandern – 2:54
6. Der Neugierige – 2:58
7. Wohin – 2:17
8. Morgengruß – 3:56
9. Des Müllers Blumen – 2:58
10. Der Müller und der Bach – 3:08
11. Des Baches Wiegenlied – 5:25
12. Gute Nacht – 5:01
13. Wasserflut – 3:19
14. Frühlingstraum – 3:24
15. Die Post – 2:48
16. Täuschung – 1:31
17. Der Leiermann – 3:02

## Zu den Titeln
Dreizehn der siebzehn aufgenommenen Lieder sind Schuberts beiden großen Liederzyklen entnommen: Die schöne Müllerin (5–11) und Winterreise (12–17). Der letzte Vers von Gute Nacht, dem Eingangslied der Winterreise, wird im Titel des Albums zitiert.

## Sonstiges
- Hannes Wader war wieder sein eigener Produzent und wurde unterstützt von Ben Ahrens.
- Aufnahme und Abmischung wurden ebenfalls, ebenso wie die Funktion des Produzenten von Ben Ahrens übernommen.
- Das Album wurde wie viele Wader Alben im Blue Noise Tonstudio, Hamburg produziert.
- Wader verzichtete erstmals bei einem seiner Alben darauf, selbst Gitarre zu spielen.
- Die Arrangements stammen von Ralf Illenberger, der auch die Gitarren auf diesem Album spielte. Als Ergänzung wurde noch Eberhard Weber (Bass) dazu geholt.
- Das Stück An die Musik wurde vom Liedermacher ebenfalls aufgenommen. Er befand aber seinen Gesang als nicht gut genug und schloss es daher aus der Veröffentlichung für dieses Album aus. Diese Entscheidung betrachtete er später als falsch. Als Ersatz sang er es live bei seiner nächsten Tournee und veröffentlichte es auf dem Live-Album Auftritt: Hannes Wader (1998).